# Chrysosoma decoratum
Chrysosoma decoratum är en tvåvingeart som beskrevs av Becker 1922. Chrysosoma decoratum ingår i släktet Chrysosoma och familjen styltflugor. Inga underarter finns listade i Catalogue of Life.